# Garaeus mactans
Garaeus mactans là một loài bướm đêm trong họ Geometridae.